# ان‌جی‌سی ۳۲۶۸
ان‌جی‌سی ۳۲۶۸ (انگلیسی: NGC 3268) نام یک کهکشان در صورت فلکی تلمبه است.